# 누누 보르즈스

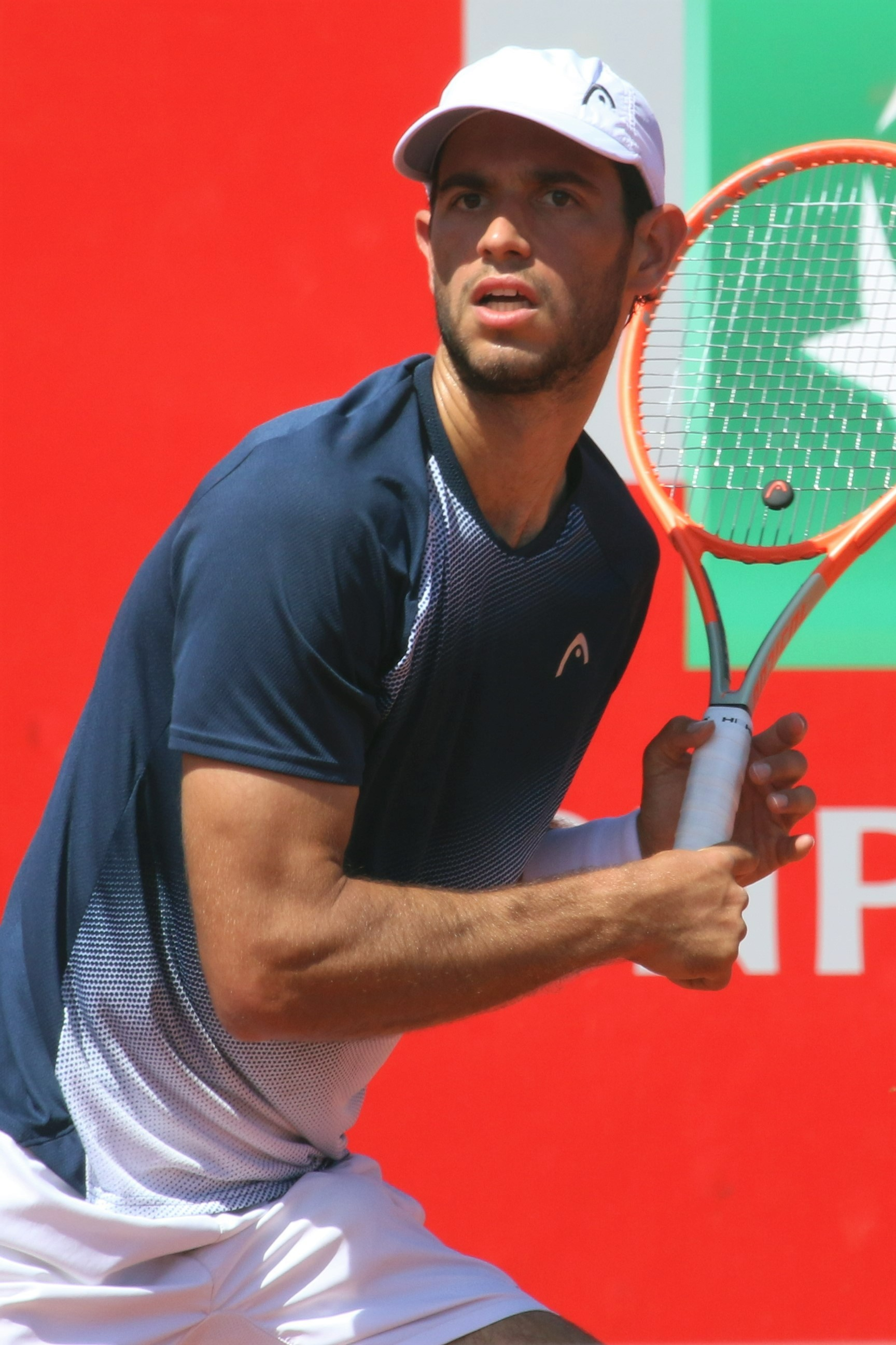
2022년 사진

누누 보르즈스(포르투갈어: Nuno Borges, 1997년 2월 19일 ~ )는 포르투갈의 테니스 선수이다. 2019년 프로 데뷔했다. 플레이스타일은 오른손잡이, 양손 백핸드이다.
그는 2024년 스웨덴 오픈 단식 결승에서 라파엘 나달을 꺾고 우승했다.